# Erstein
Erstein är en kommun i departementet Bas-Rhin i regionen Grand Est (tidigare regionen Alsace) i nordöstra Frankrike. Kommunen ligger i kantonen Erstein som tillhör arrondissementet Sélestat-Erstein. År 2022 hade Erstein 11 076 invånare.

## Befolkningsutveckling
Antalet invånare i kommunen Erstein
| Referens: INSEE |